# Lollius carinatus
Lollius carinatus är en insektsart som beskrevs av Schmidt 1910. Lollius carinatus ingår i släktet Lollius och familjen sköldstritar. Inga underarter finns listade i Catalogue of Life.